# 卡斯特龙诺
卡斯特龙诺（義大利語：Castronno），是意大利瓦雷泽省的一个市镇。总面积3.74平方公里，人口5340人，人口密度1427.8人/平方公里（2009年）。国家统计（ISTAT）代码为012047。